# Eduard Hackel
Eduard Hackel, né le 17 mars 1850 à Haida (Bohême), mort le 2 février 1926 à Attersee (Haute-Autriche), est un botaniste autrichien.

## Biographie
Son père est docteur vétérinaire à Haida. Il est marié et a un fils. Il étudie à l'Institut polytechnique de Vienne, et devient professeur  d'histoire naturelle remplaçant au lycée de Sankt Pölten en 1869.
Il y est titularisé après avoir obtenu son diplôme d'enseignant en 1871 et conserve cette fonction jusqu'à son départ à la retraite en 1900.
Il publie ses premiers articles sur les graminées en 1871 et est rapidement reconnu comme expert mondial des graminées (Poaceae).
Bien qu'il n'ait lui-même entrepris qu'une seule expédition botanique, en Espagne et au Portugal, il est chargé de développer des collections de graminées provenant principalement du Japon, de Taïwan, de Nouvelle-Guinée, du Brésil et d'Argentine.
Outre ses contributions à la systématique, Eduard Hackel contribue aussi à l'étude de la morphologie et de l'histologie des plantes de la famille des graminées.
Le genre Hackelochloa (Poaceae) lui est dédié.

## Principales œuvres
- Monographia festucarum europeaearum, 1864.
- Gramineae in Flora Brasiliensis (Martius) , 1883.
- Catalogue raisonné des graminées du Portugal, 1880.